# Ermita de Sant Josep (Bot)
L'Ermita de Sant Josep és una església del municipi de Bot (Terra Alta) inclosa en l'Inventari del Patrimoni Arquitectònic de Catalunya. És al sud-est del poble, dalt d'un turó al peu del riu Canaletes, envoltada per les muntanyes de la Plana, l'Agulla i la Migdia.
Està consagrada a Sant Josep i és per això que el dissabte més proper al 19 de març s'hi celebra una romeria. Al matí, el poble de Bot surt en processó des de l'Església parroquial de Sant Blai (el patró de la població) i en arribar a l'ermita s'oficia una missa en honor de Sant Josep per agrair-li la pluja caiguda durant tot l'any. La celebració finalitza amb un dinar popular.

## Descripció
Ermita barroca de planta en creu llatina, als dos primers trams ens trobem amb parets de menys alçada i les bigues de fust recolzada sobre els arcs. El tercer es troba amb el transsepte i es cobreix per una cúpula i un cimbori octogonal.
L'absis està, actualment, tapat a l'interior per un pany davant el qual s'alça un altar barroc. De fora, és poligonal i té quatre panys. A la façana principal hi ha l'eix de la nau, s'obre la portalada de mig punt adovellada. A sobre d'ella hi ha una finestra de carreu, de mig punt, molt gran. La façana està coronada per una espadanya. Hi ha un cos lateral afegit que fa de sagristia. Abans era de pedra vista, avui dia, està emblanquinada.

## Història
Als voltants de l'ermita s'han trobat restes que podrien pertànyer a un primitiu poblament de Bot. Entre el monticle del temple i Bot, passa el riu Canaleta.